# Окичоби (језеро)
Окичоби (енгл. Lake Okeechobee) је  језеро у Сједињеним Америчким Државама. Налази се на територији америчке савезне државе Флорида. Површина језера износи 1.715 km².